# Otto Paetsch
Otto Paetsch (Rheinhausen, 3 augustus 1909 - Altdamm, 16 maart 1945) was een Duitse officier en SS-Standartenführer (postuum) in de Waffen-SS tijdens de Tweede Wereldoorlog.

## Leven
Op 3 augustus 1909 werd Otto Paetsch in Rheinhausen geboren. Hij studeerde theologie aan een evangelische school in Tübingen. In 1931 trad hij tot de Allgemeine-SS toe. In 1934 werd hij bij SS-Standarte "Germania" geplaatst, waar hij op 20 april 1936 tot SS-Untersturmführer werd bevorderd. Aansluitend werd hij Zugführer (pelotonscommandant) bij het 15. / SS-Standarte "Germania". Op 20 april 1940 werd Paetsch tot SS-Hauptsturmführer bevorderd. Als chef van het 15. / SS-Regiment "Germania" nam hij deel aan de Slag om Frankrijk. Eind 1940 werd Paetsch als Ic (3e Generale Stafofficier) van het nieuw opgerichte SS-Division "Wiking" benoemd. Vanaf juni 1941 vocht hij in Rusland tijdens Operatie Barbarossa. Vanaf december 1941 voerde hij het commando over de SS-Aufklärungs-Abteilung 5. Op 20 april 1942 werd Paetsch tot SS-Sturmbannführer bevorderd. Voor dapperheid te velde, werd hij op 24 april 1943 met het Duitse Kruis in goud onderscheiden. Aansluitend werd hij tot commandant van het SS-Panzer-Abteilung 10 benoemd. Op 9 november 1943 werd hij tot SS-Obersturmbannführer bevorderd. Op 3 oktober 1943 werd hij tot commandant van het SS-Panzer-Regiment 10 benoemd. Vanaf juni 1944 voerde hij zijn regiment tijdens Operatie Overlord aan. Hierbij onderscheidde hij zich hier vooral met bijzondere gevechtshandelingen. Voor deze gevechtshandelingen en successen bij Avranches, en de uitbraak uit de Zak van Falaise werd hij op 23 augustus 1944 met het Ridderkruis van het IJzeren Kruis onderscheiden. In de herfst van 1944, vocht hij met zijn regiment tijdens de Slag om Arnhem en in het begin van 1945 in het Neder-Elzas. Vanaf midden februari 1945 voerde Paetsch zijn regiment aan tijdens gevechten in Achter-Pommeren. Op 16 maart 1945 raakte hij bij Altdamm voor de 11e keer gewond. Voor de succesvolle tankgevechten in het bruggenhoofd van Hagenau en in de omgeving van Stettin ontving hij op 4 mei 1945 postuum het Eikenloof bij het Ridderkruis van het IJzeren Kruis. Hij werd ook tot SS-Standartenführer bevorderd.
Otto Paetsch ligt op de militaire begraafplaats in Nadrensee-Pomellen begraven.

## Militaire carrière
- SS-Standartenführer: 1945[2][3] (postuum)[1][4]
- SS-Obersturmbannführer in de Waffen-SS: 9 november 1943[2][5]
- SS-Sturmbannführer in de Waffen-SS: 20 april 1942[2]
- SS-Hauptsturmführer: 20 april 1940[2]
- SS-Obersturmführer: 1939[2]
- SS-Untersturmführer: 20 april 1936[2]
- SS-Oberscharführer: 3 maart 1932[3]
- SS-Scharführer: 1 november 1931[3]
- SS-Mann: 20 april 1931[3]
- SS-Anwärter: 16 maart 1931[3]

## Lidmaatschapsnummers
- NSDAP-nr.: 230 180[5][3] (lid geworden 1 april 1930)
- SS-nr.: 6143[5][3] (lid geworden 16 maart 1931)

## Onderscheidingen
- Ridderkruis van het IJzeren Kruis met Eikenloof (nr.820)[4] op 4 mei 1945 (Postuum)[2][3][4] als SS-Obersturmbannführer en Commandant van het SS-Panzer-Regiment 10
- Ridderkruis van het IJzeren Kruis op 23 augustus 1944[2][3][4] als SS-Obersturmbannführer en Commandant van het SS-Panzer-Regiment 10
- Duitse Kruis in goud[5] op 24 april 1943[3][4]
- IJzeren Kruis 1939, 1e Klasse[5] (14[2]/15[3] september 1942) en 2e Klasse (2[2]/3[3] augustus 1941)
- Gewondeninsigne 1939 in goud[2] (voor 11 verwondingen)
- Dienstonderscheiding van de SS, Derde graad (8 dienstjaren)[2]
- Julleuchter der SS op 16 december 1935[3]
- SS-Ehrenring[5]
- Ehrendegen des Reichsführers-SS[5]